# Чі-Ну
Середній танк Тип 3 (яп. 三 式 中 戦 車),«Чі-Ну» (яп. チ ヌ  — «середній десятий»)   — японський середній танк часів Другої світової війни. Був створений в 1943 р. як подальший розвиток танка «Чі-Хе», відрізняючись від нього новою, більш потужною, 75-мм гарматою у новій башті. Найбільш досконалий серійний японський танк Другої світової. Всього за час серійного випуску було вироблено, за різними даними, від 60 до 166 танків «Чі-Ну». У бойових діях вони участі не брали, оскільки надходили в частини, призначені для оборони Японських островів де так і не відбулася висадки військ США. Після війни «Чі-Ну» перебували на озброєнні Сил самооборони Японії до зміни більш досконалою технікою в 1960-х роках.

## Історія створення та виробництва
Середній танк Тип 1 «Чі-Хе», запущений у виробництво в 1943 році, був значним кроком вперед у порівнянні з більш ранніми Тип 97 «Шінхото Чі-Ха», отримавши протиснарядне бронювання, більш досконалу конструкцію корпусу, більш сучасні засоби зв'язку та найкращий розподіл функцій екіпажу за рахунок тримісної башти. Однак і він став лише частковим вирішенням проблеми, оскільки був як і раніше озброєний лише 47-мм гарматою Тип 1, яка застаріла з появою у США на Тихоокеанському ТВД до 1943 року в значних кількостях танків M4 «Шерман», проти лобової броні яких вона була майже безсила. Вдобавок її осколковий снаряд мав порівняно невисоку ефективність.
Як засіб підвищити вогневу міць японських танків була обрана 75-мм польова гармата Тип 90, що була модернізованим варіантом тої що вироблялася по ліцензії французької гармати фірми «Шнейдер». Для її розміщення на «Чі-Хе» була розроблена нова, збільшена башта зміненої форми, без кормового кулемета, який був стандартним для всіх більш ранніх японських танків. Модернізований таким чином «Чі-Хе» отримав по японській системі класифікації бронетехніки позначення Середній танк Тип 3 (2603) або«Чі-Ну» («середній десятий»).
Однозначних даних про серійний випуск «Чі-Ну», як і про більшість японської бронетехніки, немає, у зв'язку з тим, що значна кількість документації було знищено наприкінці війни. За одними джерелами, серійний випуск «Чі-Ну» розпочався в середині 1943 р., за іншими ж  — лише у вересні 1944 р., і тривав аж до кінця війни. Обсяги випуску були порівняно невеликі, внаслідок труднощів з поставками сировини та руйнування японської промисловості, викликаного повітряними бомбардуваннями США. частина джерел, що базуються на даних США, отриманих після війни, наводить цифру в 60 вироблених танків. Інші джерела, що ґрунтуються на більш пізніх дослідженнях японських архівних даних, приводять великі цифри, такі як 144 та навіть в 166 випущених до закінчення війни «Чі-Ну».
Із запуском «Чі-Ну» у виробництво, його розвиток не закінчився. Будувалися плани по його переозброєння більш потужною 75-мм гарматою Тип 5 з довжиною ствола в 56,4 калібрів, аналогічну встановлюваній на так і не запущеному в серійне виробництво середньому танку «Чі-Те». Гармата повинна була встановлюватися або в незначно переробленій старій, звареній башті, або в новій, литій, за формою аналогічній звареній, однак за стадію проекту переозброєння «Чі-Ну» так і не вийшло.

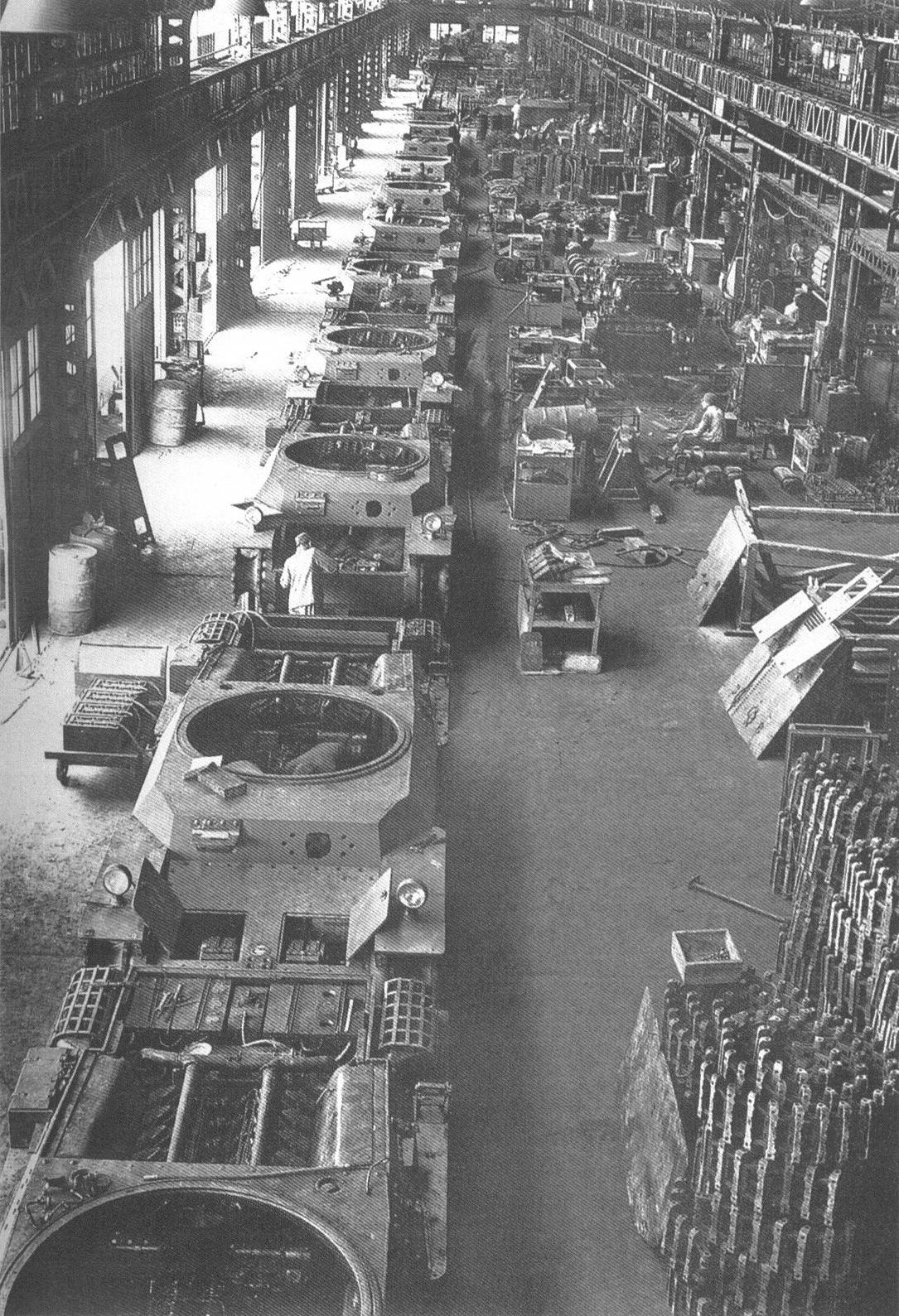
«Чі-Ну» на складальній лінії
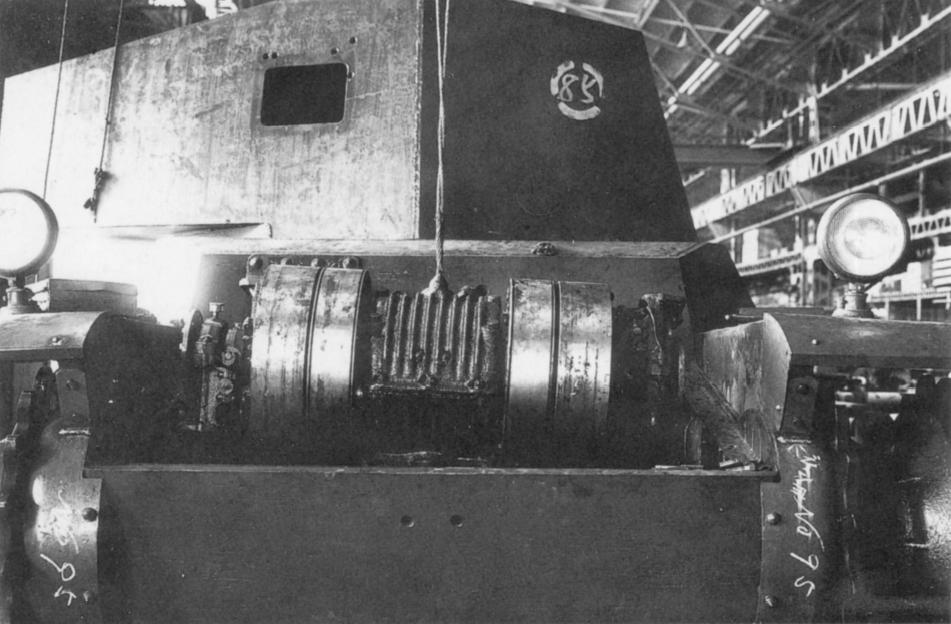
Установка трансмісії в корпус «Чі-Ну»
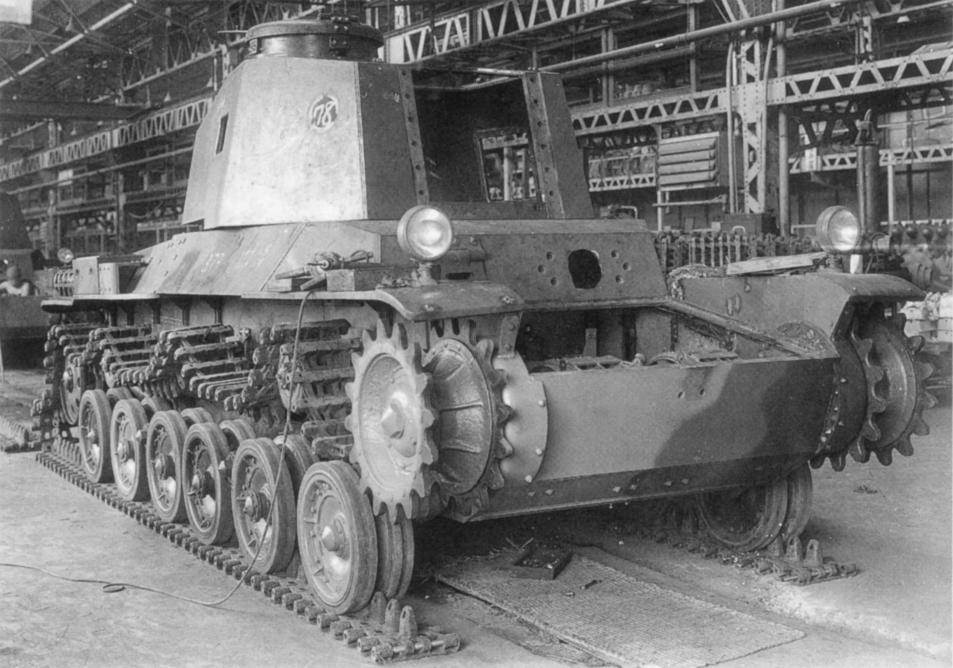
«Чі-Ну» на завершальному етапі складання

## Опис конструкції
«Чі-Ну» відрізнявся від свого попередника, «Чі-Хе», переважно лише новою баштою з більш потужною гарматою, решта систем танка істотним переробкам не піддалися. При цьому «Чі-Ну», як і «Чі-Хе», успадкував від «Чі-Ха» та «Шінхото Чі-Ха» без серйозних змін значну частину вузлів та застосованих на них конструктивних рішень.
Танк мав стандартну для японських танків того періоду компоновку, з розміщенням рухової установки в кормі, а трансмісійного відділення  — в лобовій частині машини. Екіпаж танка складався з п'яти осіб  — водія та стрільця-радиста, що розташовувалися у відділенні управління, і навідника, заряджаючого та командира, що перебували в тримісній башті.

### Броньовий корпус і башта

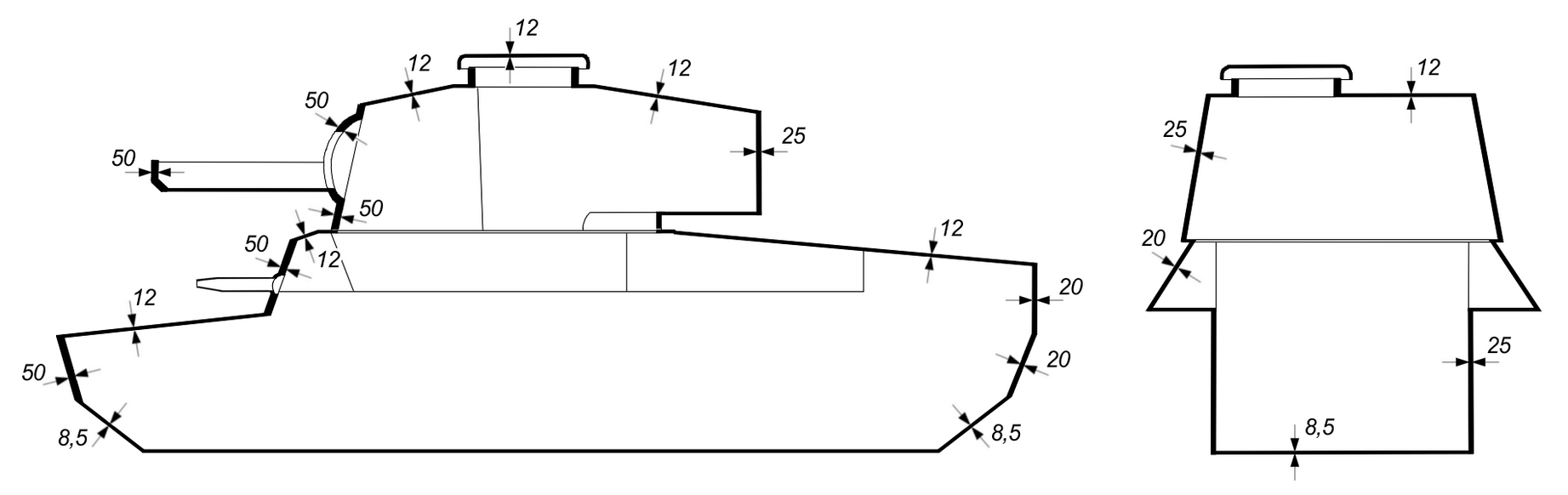
Схема бронювання «Чі-Ну»

Броньовий корпус «Чі-Ну» істотних змін у порівнянні з «Чі-Хе» не піддався і як і раніше являв собою вдосконалений корпус «Чі-Ха» з спрощеною для виробництва конструкцією та посиленим лобовим бронюванням. незначно доопрацьовано було лише бойове відділення, на яке тепер встановлювалася нова, більша вежа.
Броньовий корпус та башта «Чі-Ну» збиралися з плоских катаних плит і листів гомогенної сталі, товщиною від 8,5 до 50 мм. Деталі збиралися переважно за допомогою зварювання, однак все ще широко застосовувалося також болтове та заклепкове з'єднання. З внутрішнього боку корпус «Чі-Ну» забезпечувався підбивкою з азбестових листів, які служили як для підвищення пожежної безпеки, так і для пом'якшення ударів екіпажу в броню при русі танка.
Бронювання «Чі-Ну» — диференційоване, протикулеве-протиснарядне. Лобова частина корпуса  — ступінчаста, утворена верхньою та нижньою броньовими плитами товщиною 50 мм, розташованими під кутом 15 і 20 градусів до вертикалі, відповідно, і середнім листом товщиною 12 мм, розташованим під кутом в 79 градусів до вертикалі. Нижня частина бортів, а в кормовій частині корпусу  — весь борт  — вертикальні бронеплити товщиною 25 мм, у верхній частині бортів були надгусеничні полки, борти яких складалися з 20-мм бронеплит, розташованих під кутом до 30 °. Корми корпусу збиралася з бронеплит товщиною, за різними даними, 20 або 30 мм), вертикальної верхньої та розташованої під кутом в 20 градусів нижньої. Дах корпусу складалася з 12-мм, а днище корпусу  — з 8,5-мм броньових листів.
Башта «Чі-Ну»  — тримісна, виражена шестигранником в плані форми, з розвиненою кормовою нішею. По конструкції башта була аналогічна корпусу. Лобова броньовий плита башти, товщиною 50 мм, була розташована під кутом в 12 ° до вертикалі. Розташовані під кутом в 10 ° борти башти і вертикаль корми збиралися з 25-мм броньових плит, броньові листи даху башти мали товщину в 12 мм.
Для посадки та висадки екіпажу служили два люки в даху башти і один  — в її лівому борті, механік-водій та стрілець-радист власних посадкових люків не мали. Крім того, у правому борту башти був пістолетний порт, а в її кормі  — ще один люк, який служив для демонтажу гармати. Для доступу до двигуна служили кілька люків у даху моторного відділення, а для доступу до агрегатів трансмісії  — два люки в середній лобової деталі.

### Озброєння
Основним озброєнням «Чі-Ну» була 75-мм танкова гармата Тип 3, створена на основі польової гармати Тип 90. Гармата Тип 3 мала довжину ствола 38,44 калібру/2883 мм, а початкова швидкість її бронебійного снаряда становила 680 м/с. противідкатні пристрої гармати Тип 3 були без змін запозичені від польової гармати та розміщувалися під стволом, будучи винесені за межі башти та прикриті броньовим кожухом. На відміну від більш ранніх моделей, на «Чі-Ну» гармата розміщувалася в установці, що дозволяло її наведення без повороту башти лише у вертикальній площині, в межах-10… + 15 °, за допомогою гвинтового механізму. Боєкомплект гармати складався з 55 унітарних пострілів, розміщених в укладках в кормовій ніші башти і на підлозі бойового відділення.
| Боєприпаси 75-мм танкової гармати Тип 3 |        |                   |                  |            |                       |
| Тип снаряда                             | Марка  | Маса пострілу, кг | Маса снаряда, кг | Маса ВР, г | Дулова швидкість, м/с |
| бронебійний гостроголовий               | Тип 95 |                   | 6,60             | 65         | 680                   |
| осколково-фугасний                      | Тип 90 |                   | 6,34             | 540        | 523                   |

| Таблиця бронепробивності для 75-мм танкової гармати Тип 3, в мм |    |        |     |     |        |      |      |
| снаряд \\ Відстань, м | 25 | 100    | 250 | 500 | 1000   | 1500 | 2000 |
| Бронебійний (кут зустрічі 0 °) | 95 | 91; 90 | 88  | 82  | 70; 65 | 58   | 48   |
| Слід пам'ятати, що в різний час і в різних країнах використовувалися різні методики визначення бронепробивності. Як наслідок, пряме порівняння з аналогічними даними інших гармат часто виявляється неможливим. |    |        |     |     |        |      |      |

Допоміжне озброєння «Чі-Ну» складалося з 7,7-мм кулемета Тип 97, розміщеного ліворуч у верхній лобовій деталі корпуса. Кулемет розташовувався в стандартній для японських танків установці, на вертикальних та горизонтальних цапфах, прикритих напівсферичним броньовим щитком, часом в літературі помилково іменується кульовим. Боєкомплект кулемета становив 3680 патронів. Баштовий кулемет був відсутній, проте на зенітній турельній установці на даху башти міг розміщуватися ще один кулемет Тип 97.

### Засоби спостереження та зв'язку
Засоби спостереження «Чі-Ну» не зазнали принципових змін порівняно з «Чі-Ха». Основним засобом спостереження за місцевістю служили прості оглядові щілини, закриті багатошаровим захисним склом. Дві з оглядових щілин розміщувалися у верхньому лобовому листі, навпроти місць механіка-водія та стрільця, ще дві  — в лобових вилицях у верхній частині корпусу. По одній оглядовій щілині знаходилося в бортовому баштовому люку і кришці пістолетного порту, крім того, чотири оглядових щілини були на командирській башточці. Конструкція оглядових приладів дозволяла швидку зміну захисних стекол в разі їх пошкодження. У не бойовій обстановці механік-водій міг також використовувати для спостереження оглядовий люк у верхній лобовій деталі корпуса. Командир танка також мав у своєму розпорядженні перископний панорамний наглядовий прилад, а водієві в не бойовій обстановці для найкращого огляду міг служити оглядовий люк у верхньому лобовому листі.
Як і «Чі-Хе», всі «Чі-Ну» обладнувалися радіостанцією.

### Двигун та трансмісія
На «Чі-Ну» встановлювався V-подібний 12-циліндровий чотиритактний дизельний двигун повітряного охолодження "Міцубісі"Тип 100 (яп. 一 〇〇式発動機), потужністю 240 к. с. при 2000 об/хв. Два паливних бака розташовувалися в моторному відділенні, під двигуном.

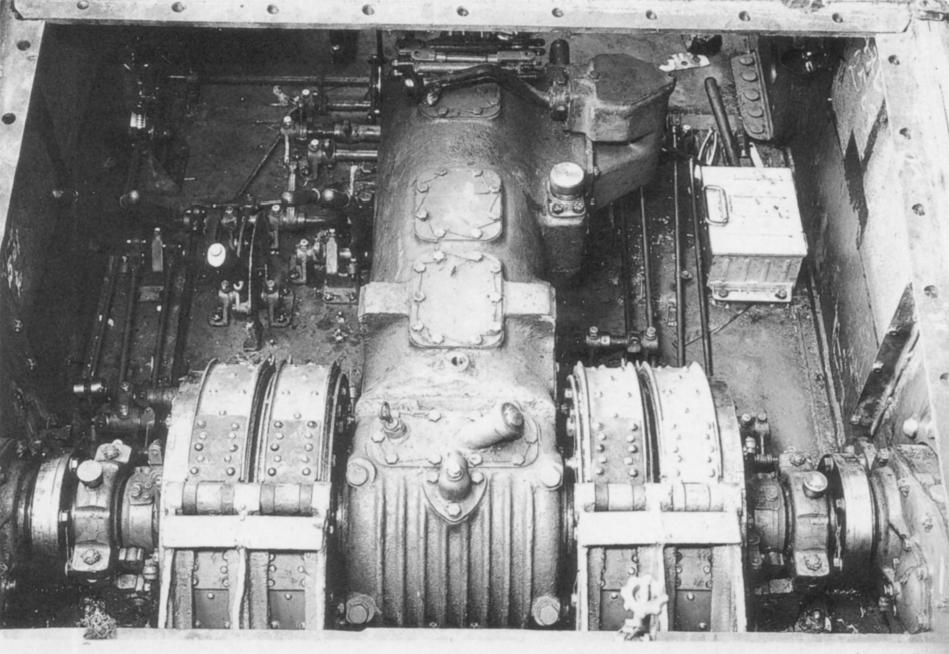
Трансмісія «Чі-Ну»

Трансмісія «Чі-Ну», як і «Чі-Хе», порівняно з «Чі-Ха» помітних змін не зазнала. До її складу входили:
- Багатодисковий головний фрикціон сухого тертя, встановлений на двигуні.
- Первинний редуктор, який служив для можливості більш низького розміщення карданної передачі.
- Карданний вал.
- Чотириступінчаста (восьмишвидкісна) механічна коробка передач з демультиплікатором, розташована в лобовій частині танка, у відділенні управління.
- Два двоступеневих механізму повороту, кожний з яких складався з планетарного редуктора, блокувального фрикціона, опорного та зупинкового гальм. Механізми повороту розташовувалися по обидві сторони від коробки передач, частково у винесених за межі корпусу броньових кожухах.

### Ходова частина

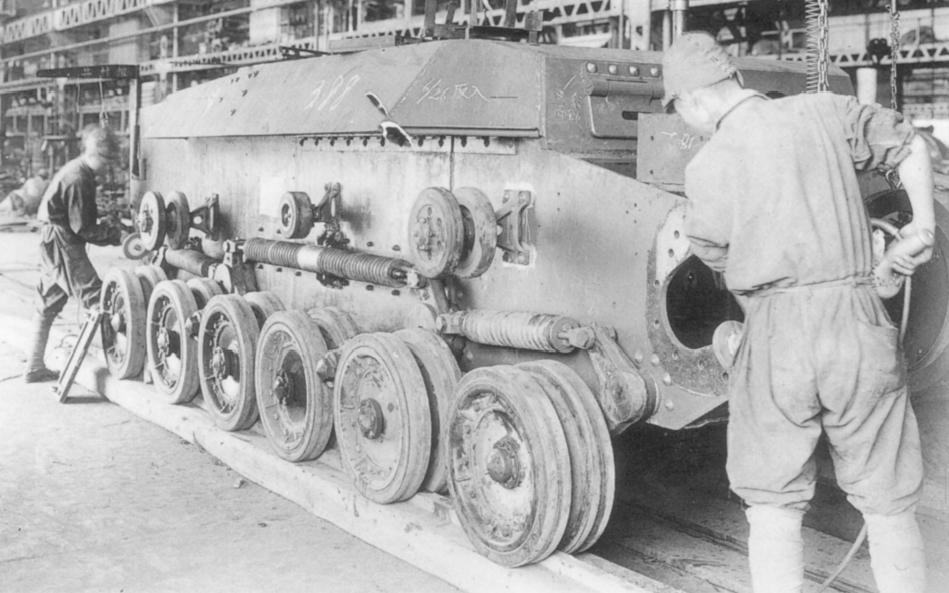
Підвіска «Чі-Ну»

Ходова частина «Чі-Ну» була успадкована ним від «Чі-Ха» без суттєвих змін. З кожного борту вона складалася з шести опорних котків, трьох підтримуючих котків, ведучого колеса та лінивця. Всі котки  — литі. Підвіска опорних котків змішана, перший та останній котки мали індивідуальну підвіску, в той час як середні були зблоковані попарно. Підвіска всіх опорних котків  — системи Хара. Балансири крайніх та візки середніх котків були за допомогою важелів з'єднані з циліндричними пружинами, закріпленими горизонтально на бортах корпусу зовні. Пружини підвіски візків при цьому ховалися за броньовими кожухами. Опорні котки обгумовані; крайні котки  — цільні одинарні, хоча і мали здвоєний профіль, середні котки  — здвоєні. Крайні підтримуючі котки  — здвоєні, центральні   — поодинокі, розташовані лише з внутрішньої половини гусениці.
Гусениці «Чі-Ну»  — сталеві, одногребеневі, цівкового зачеплення, кожна з 96 литих траків шириною 330 мм.

## Використовувався
- Японія
  -  Імперська армія Японії
  -  Наземні сили самооборони Японії

## Експлуатація та бойове застосування

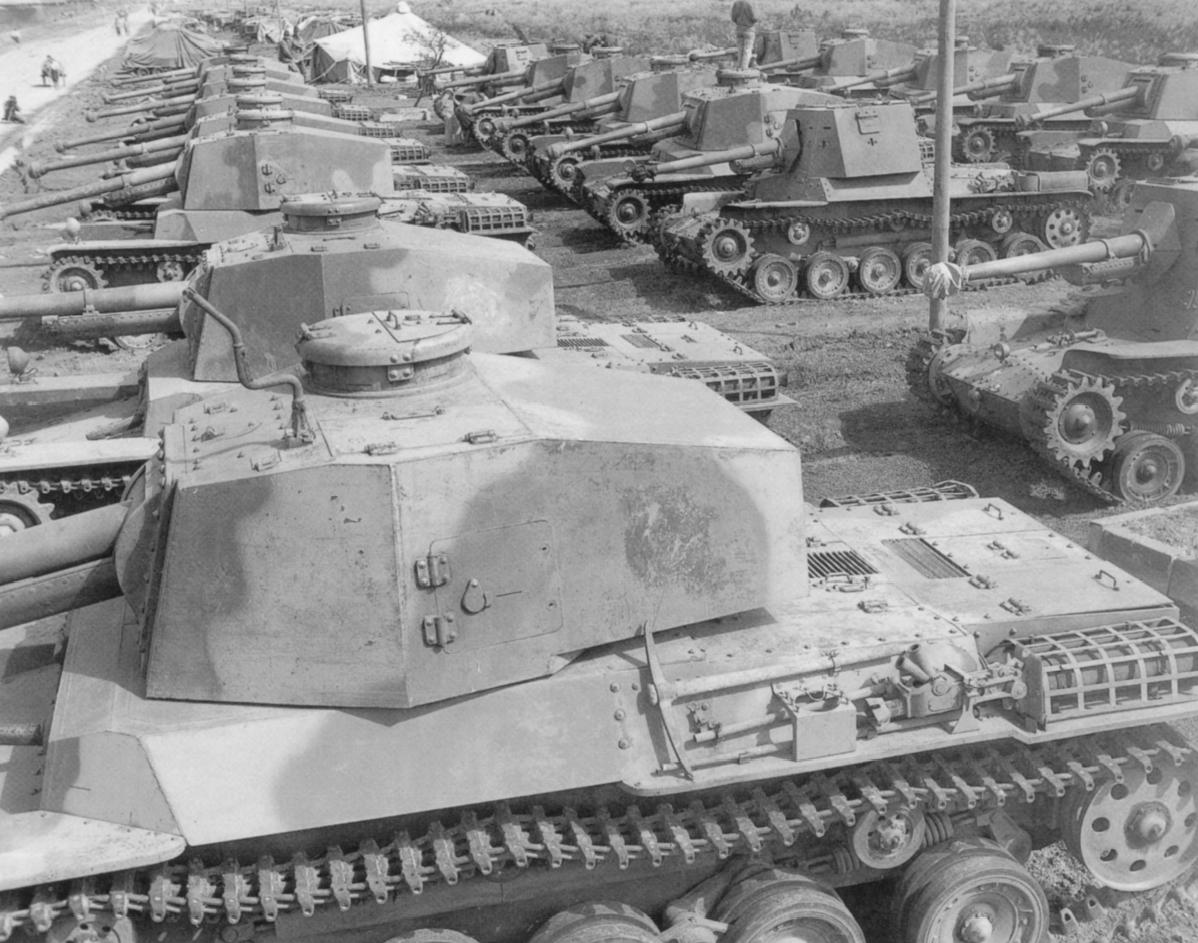
«Чі-Ну», а також кілька «Хо-Ні III» на задньому плані, зі складу 4-ї танкової дивізії

Випущені «Чі-Ну» надходили, разом з «Чі-Хе» та іншими новими зразками бронетехніки, в 4-ю танкову дивізію. Ця частина, сформована в 1943 р., до закінчення війни перебувала в Японії і в бойових діях участі не брала. У деяких джерелах містяться згадки про застосування «Чі-Ну» в боях за Окінаву в березні  — червні 1945 р., проте в більшості сучасної літератури ця версія не підтримується. Відсутність якої б то не було інформації про це, як і про «Чі-Ну» в цілому, в рапортах військової розвідки США, отриманих вже після битви за Окінаву, в липні  — серпні того ж року, говорить також не на користь цієї версії, оскільки поява нового, який настільки сильно відрізнявся від звичних «Шінхото Чі-Ха», танка навряд пройшло б непоміченим. Так чи інакше, скільки-небудь помітного впливу на хід бойових дій «Чі-Ну» не чинив.
Після капітуляції Японії «Чі-Ну» були частково пущені на злам, але більша їх частина надійшла згодом на озброєння Сил самооборони Японії та тривалий час використовувалася ними, поряд з більш старими машинами, такими як «Шінхото Чі-Ха» та «Чі-Хе», а також американськими M24 «Чаффі». Зняті вони з озброєння були лише в 1960-х, з початком масового виробництва більш сучасних танків Тип 61.

## Оцінка машини

### Конструкція та потенціал розвитку
«Чі-Ну», що став результатом тривалого розвитку спроектованого ще наприкінці 1930-х років «Чі-Ха», відрізнявся цілком традиційною для японських танків того періоду конструкцією, що поєднувала в собі як порівняно прогресивні, так і застарілі або невдалі рішення.
Компонування «Чі-Ну», з розташуванням моторного відділення в кормовій частині корпусу, а трансмісійного  — в лобовій, забезпечувала йому значний для порівняно компактної машини обсяг бойового відділення, найкращий розподіл навантаження на підвіску та більш просте порівняно з танками класичної компоновки перемикання передач. При цьому завдяки застосуванню редуктора, який пускав карданний вал паралельно днища корпусу, загальну висоту останнього вдалося зберегти порівняно невеликою, особливо порівняно з танками США аналогічної компонування. Водночас розміщення трансмісії та ведучих в лобовій, більш схильною обстрілу противника, частиною корпусу підвищувало їх вразливість, а розташовані в середній лобової деталі люки доступу до трансмісії ще більш знижували захищеність танка. При цьому, незважаючи на значну довжину бойового відділення, його корисний об'єм знижувався невеликою шириною корпусу, ускладнюючи установку на нього башти достатніх розмірів. Все це, у поєднанні з перевантаженістю шасі, спочатку розрахованого на 15-тонний «Чі-Ха», призвело до того, що хоча «Чі-Ну» і став повноцінним середнім танком, резервів для перетворення його у відповідну вимогам часу до захищеності та озброєнню машину вже не залишилося. Для цього японським конструкторам довелося розробити «Чі-Те», який, хоча і зберігав в собі багато з застосованих на попереднику конструкторських рішень, був створений фактично заново і по своїй масі ставився вже зовсім до іншої категорії.
Незважаючи на достатньо вдалу конструкцію моторно-трансмісійної групи та окремі вдалі рішення, «Чі-Ну» відрізнявся загальною застарілістю конструкції. Так, корпус та башта, незважаючи на часткове застосування зварювання, все ще в значній мірі збиралися за допомогою клепки. Прилади спостереження й прицілювання відрізнялися примітивністю та низькою якістю. Традиційна для японських танків того періоду підвіска системи Хара відрізнялася плавністю ходу і хорошою ремонтопридатністю, проте мала і ряд недоліків, таких як недостатня захищеність вузлів підвіски, значна маса безпружинних елементів та повільне гасіння поздовжніх коливань корпусу. Настільки ж традиційний відмова від спареного з гарматою установки баштового кулемета привела до того, що «Чі-Ну» виявився зовсім його позбавлений, оскільки розмістити його в кормі башти, як на більш ранніх машинах, стало неможливо.

### Озброєння та захищеність

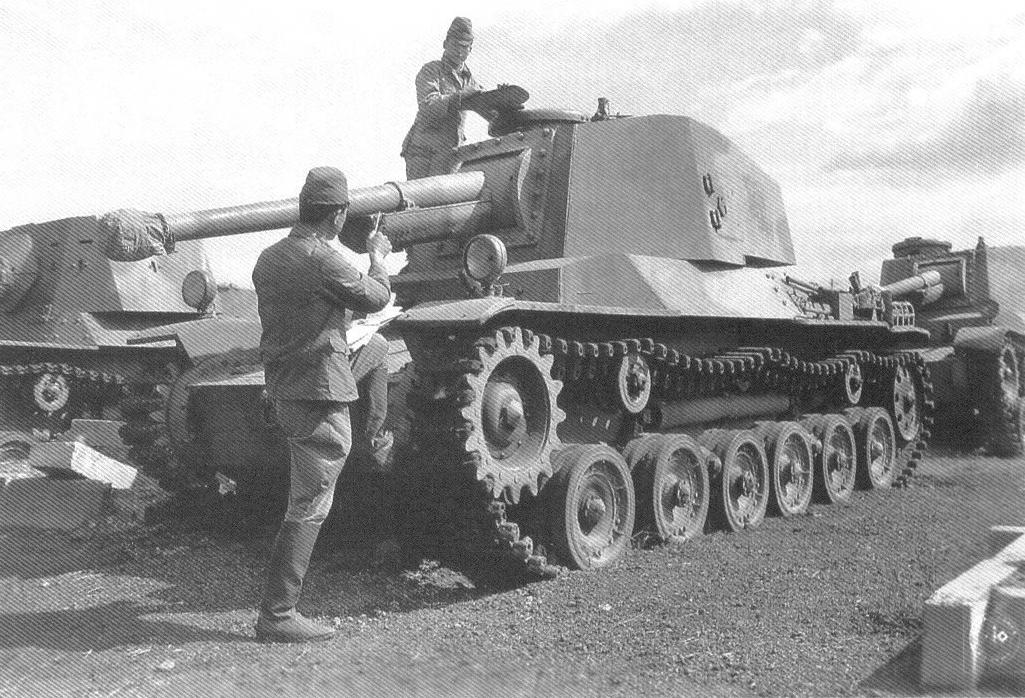
Технічне обслуговування «Чі-Ну» в майстерні в Хаката, 14 жовтня 1945

За рівнем броньового захисту «Чі-Ну» в цілому не поступався танкам у своїй ваговій категорії, але за мірками 1943 р., для середнього танка воно було явно недостатнім.
Бронювання «Чі-Ну» було протиснарядним лише в лобовій проєкції; при цьому навіть там його товщина не перевищувала 50 мм і розташоване воно було без раціональних кутів нахилу. Це забезпечувало скільки-небудь надійний захист лише від снарядів калібром не більше 45 мм, тоді як навіть 75-мм гармата «Шермана» або 76-мм гармата Т-34, не кажучи вже про більш потужні гармати, забезпечували впевнене пробиття лобової броні «Чі-Ну» на дистанції за 1 км, а при вдалому попаданні  — і більшої. Втім, легкі протитанкові гармати, наприклад, 37-мм M3, використовувалися на Тихоокеанському театрі військових дій аж до самого кінця війни, так що повністю актуальності бронювання «Чі-Ну» не втратило.
Бортове та кормове ж бронювання «Чі-Ну» забезпечувало повний захист лише від вогню великокаліберного кулемета, на деяких дистанціях також  — великокаліберних протитанкових рушниць та малокаліберних автоматичних гармат. Уже гармати калібром 37 мм, такі як M3, забезпечували впевнену поразку бортів та корми «Чі-Ну» практично на всіх дистанціях прицільної стрільби. Вдобавок 8,5-мм бронелисти днища, в лобовій та кормовій краях розташовані під кутом в 60 ° до вертикалі, хоча і були в умовах поля бою в значній мірі укриті складками місцевості, за певних умов могли ставати уразливими місцями, які пробивалися навіть великокаліберним кулеметом.
І без того невисокий броньовий захист додатково знижувався низкою факторів. Оглядовий люк водія, люки доступу до агрегатів трансмісії та кулеметна установка істотно знижували і без того невисоку снарядостійкість лобовій частині корпусу. Додатково знижувало захищеність і невисока якість японської броні в поєднанні з клепаним з'єднанням частини деталей корпусу та башти. При снарядному, а часом і при кульовому обстрілі, деформація броньових плит могла приводити до того, що заклепки відскакували всередину корпусу, стаючи небезпечними вражаючими елементами навіть у тому випадку, якщо броня успішно відбивала кулю що потрапила в неї або снаряд.
75-мм гармата «Чі-Ну» з балістики було приблизно аналогічною 76-мм гарматі Т-34 або 75-мм гарматі «Шермана». Водночас її ефективність істотно знижувалася низькою якістю приладів прицілювання, а гармата «Шермана», до того ж, оснащувалась стабілізатором у вертикальній площині, що в багато разів підвищує точність стрільби з ходу. Обмеженим був і асортимент боєприпасів японської гармати, в якому були відсутні підкаліберні або кумулятивні снаряди; зазвичай в боєкомплект «Чі-Ну» входили лише бронебійні та осколково-фугасні снаряди.
75-мм гармата «Чі-Ну» в 1944 р. дозволяла йому боротися з сучасними йому середніми танками, такими як Т-34 або «Шерман», але забезпечувала пробиття їх лобової броні лише на порівняно близьких дистанціях, що ставило «Чі-Ну» з його більш тонкою лобовою бронею в невигідне становище в разі реального бойового зіткнення. При цьому проти лобового бронювання танків нового покоління, що з'явилися до 1945 р., таких як Т-44 або M26, гармата «Чі-Ну» була практично безсила.

### Надійність та технологічність
«Чі-Ну» був створений на базі відпрацьованого у виробництві «Чі-Ха», майже всі його системи були відпрацьовані на інших зразках озброєння та тривалий час перебували в серійному виробництві. При цьому ще на «Чі-Хе» частина вузлів танка, зокрема, надмірно складна форма корпусу «Чі-Ха», були ще більш спрощені та пристосовані до умов масового виробництва. Все це забезпечувало «Чі-Ну» порівняно високу технологічність, хоча ряд застосованих на ньому конструкторських рішень і визнавався фахівцями невдалим в цьому відношенні.
Характерне для японських танків того періоду граничне спрощення конструкції підвищувало надійність «Чі-Ну» та здешевлювало його виробництво, проте часом це спрощення переходило в примітивізм, що негативно позначалося на бойових якостях танка. При цьому японським конструкторам вдалося забезпечити «Чі-Ну» надійну роботу моторно-трансмісійної групи  — одну з тих що найчастіше стають проблемними системами танка. Водночас підвищене навантаження на окремі вузли, зокрема на двигун та підвіску, знижувало їх ресурс і в кінцевому рахунку надійність машини.

### Аналоги
За своїми масою і бойовими характеристиками, «Чі-Ну» перебував на нижній межі категорії середніх танків. Умовними його аналогами можна вважати пізні модифікації німецького PzKpfw III, шведський Strv m/42 і угорський 40M «Туран». PzKpfw III, озброєний 50-мм гарматою KwK 39 або короткоствольною 75-мм гарматою KwK 37, поступався «Чі-Ну» у вогневій потужності, але незначно перевершував в бронюванні. Крім того, німецький танк мав перевагу за рахунок значно більш досконалих приладів спостереження й прицілювання, а також кращих умов роботи екіпажу порівняно з вузькою японською машиною. Strv m/42 також дещо поступався «Чі-Ну» у вогневій потужності, але перевершував в бронюванні, проте мав серйозний недолік у вигляді двомісної башти. «Туран» був найбільш близький до «Чі-Ну» за більшістю показників, але мав набагато більш слабке озброєння, що складалося з 40-мм гармати.
Аналогічну «Чі-Ну» масу мав і американський M24 «Чаффі», хоча він і відносився до легких танків за своїм призначенням. Будучи приблизно рівноцінний японському танку по озброєнню та бронюванню, «Чаффі» відрізнявся кращою рухливістю та маневреністю, мав кращі умови роботи екіпажу та більш досконалі прилади спостереження, прицілювання та зв'язку.
Інші середні танки того періоду, такі як M4 «Шерман», істотно перевершували «Чі-Ну» як за масою, так і за своїми бойовими характеристиками. Хоча «Чі-Ну» і міг протистояти «Шерманові» на рівних, останній мав над ним явну перевагу за рахунок більш потужного бронювання та загальної досконалості конструкції. Разом з тим, «Чі-Ну» мав трохи кращу рухливість та значно кращу прохідність, ніж 30-тонний «Шерман», що в умовах Тихоокеанського театру військових дій відігравало значну роль.

## Де можна побачити

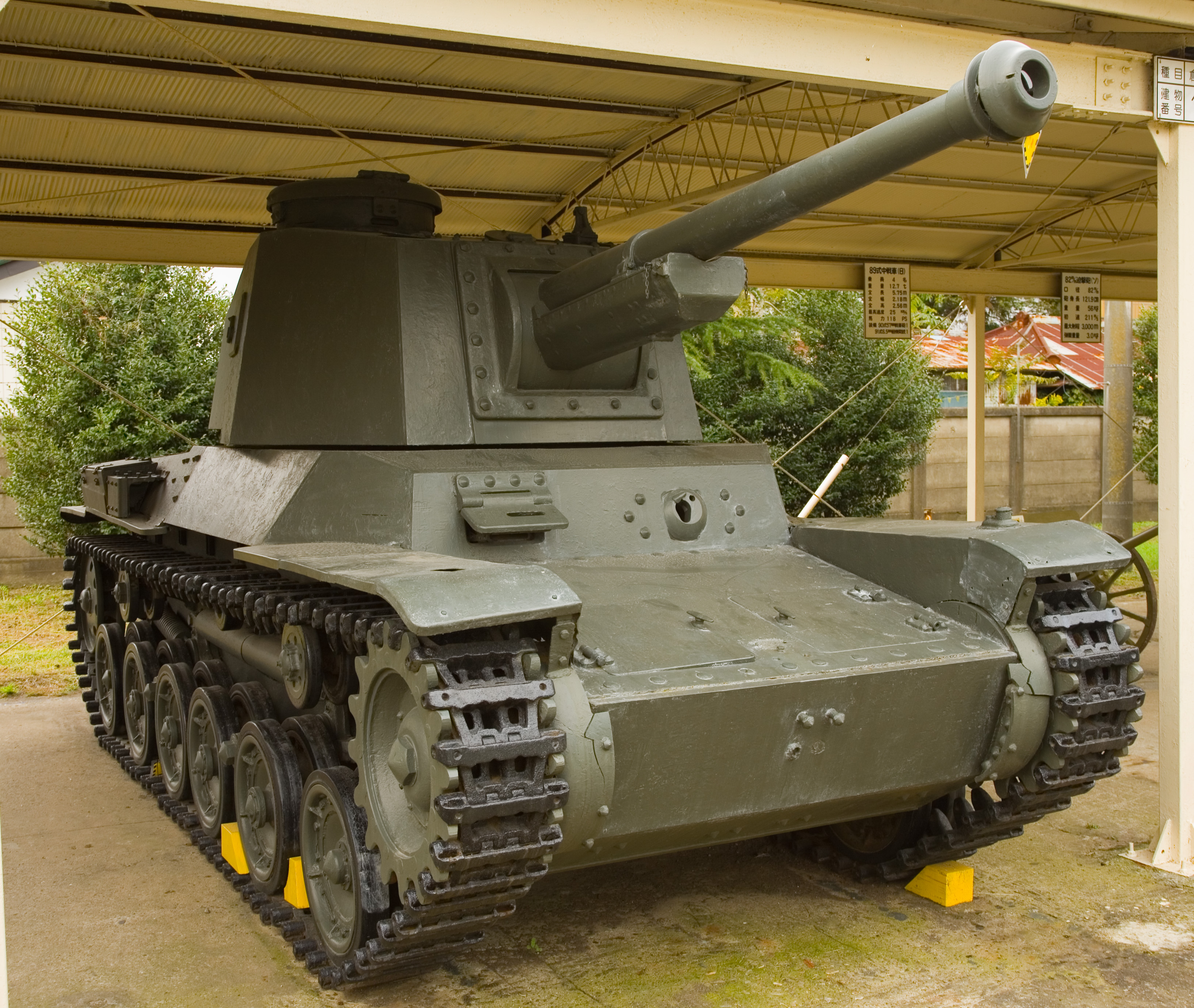
«Чі-Ну» з музею Сил самооборони в Цутіура

До нашого часу зберігся щонайменше один танк «Чі-Ну», що розташований в музеї Сил самооборони Японії в Цутіура.

## «Чі-Ну» в сувенірній та ігрової індустрії
Унаслідок відносно малої популярності та повного або майже повного відсутності бойового застосування, «Чі-Ну» слабо відображений в комп'ютерних іграх, однак зустрічається, зокрема, в грі Sudden Strike 2, а також з 2013 року представлений в грі World of Tanks, крім того в японському древі розвитку танків також є модифікація цього танка під назвою «Чі-Ну Кай», яка відрізняється баштою від танка «Чі-Те» з 75-мм гарматою Type 5. В модельної індустрії він представлений також порівняно слабо. Масштабні моделі «Чі-Ну» в масштабі 1:35 випускаються японською фірмою Fine Molds, в масштабі 1:76 його смоляні моделі випускаються також фірмою Ostmodels.